# Stenåke Walltin
Sten Åke Olof Walltin, född 22 april 1937 i Arvika i Värmland, är en av Vänersborgs största bandyprofiler genom tiderna, som spelare, ledare och journalist.
I sin ungdom var han svensk mästare i bandy.